# 欧鲁普雷图
欧鲁普雷图（葡萄牙語：Ouro Preto，字面意“黑金”）是巴西米纳斯吉拉斯州的一座城市，葡萄牙殖民统治时期著名的矿业城市，位于埃斯皮尼亚山附近。
1980年，因其拥有较为杰出的巴洛克建筑，經联合国教科文组织列入世界遗产。这也是巴西首座列入世界遗产的城市。

## 历史

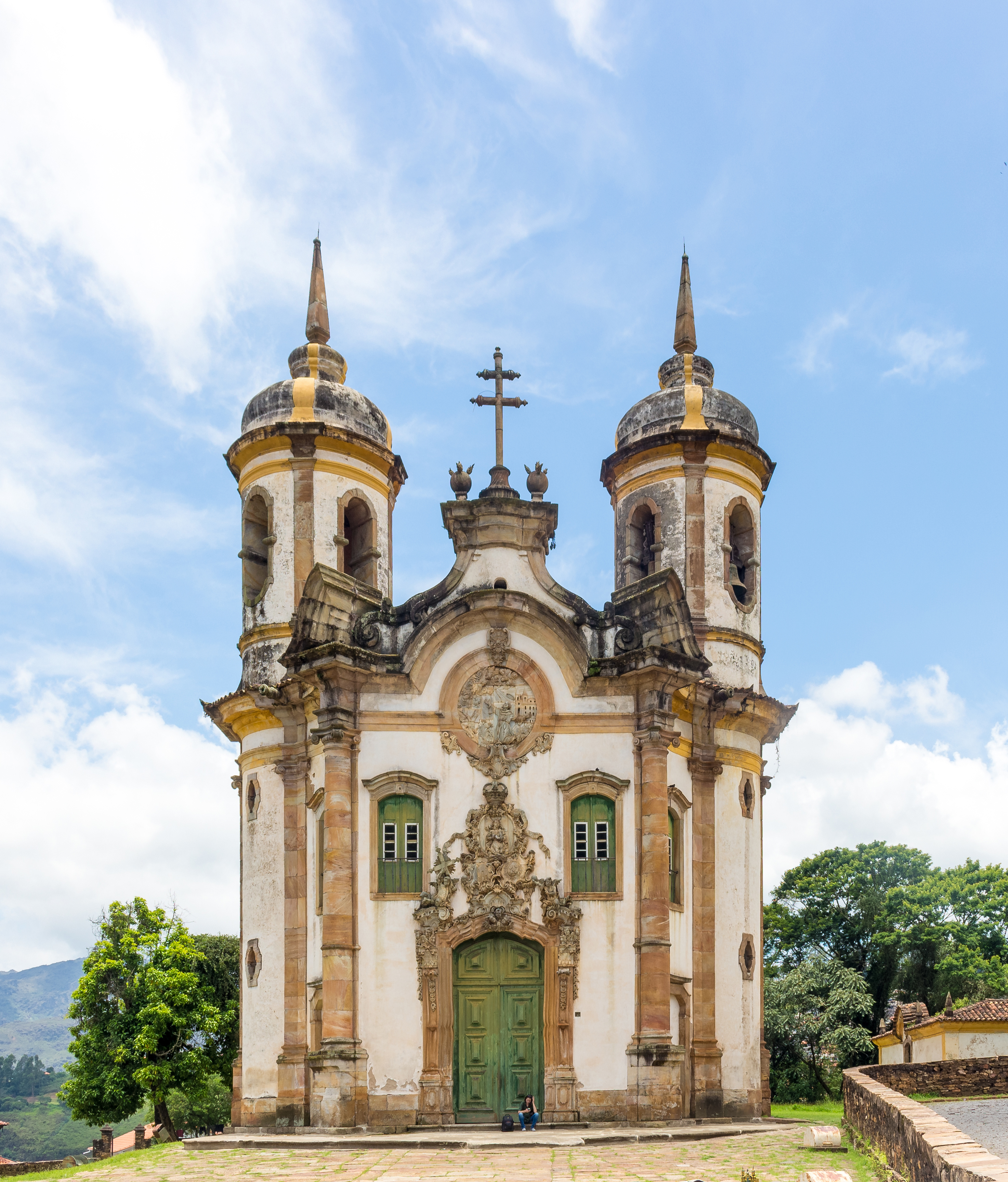
圣方济各堂

在葡萄牙语里，的意思是“黑色的金子”，因为这里的金矿中含有钯元素，而钯能够吸收气体，从而使金子的表面呈现黑色光泽，18世纪，欧鲁普雷图掀起了一场淘金热，这一时期亦是巴西发展的黄金时期，因此人们又将欧鲁普雷图称为“黑金之城”。
采金创造的巨大财富吸引了欧洲才智的汇集，当地哲学和艺术蓬勃发展，城市规模亦不断扩大。1711年，葡萄牙国王决定将欧鲁普雷图升格为城市。城市同时拥有保存较为完好的葡萄牙殖民时期与当代城市风格的建筑，在现代的建筑建设中，政府努力维护新的建筑与历史建筑的风格相融合。当地建于18世纪和19世纪的教堂用黄金和阿莱雅迪尼奥的雕塑作品进行装饰，使欧鲁普雷图渐渐发展成为旅游胜地。
1789年，一个向葡萄牙殖民主义进行独立的失败尝试——米纳斯阴谋在欧鲁普雷图发生，领导人被绞死，以此作为对革命家的威胁。
1876年，矿业学院（Escola de Minas）建立。这个学校为巴西在之后新矿产的发现提供了技术支持。
欧鲁普雷图在1822年至1897年曾作为米纳斯吉拉斯州的州政府所在地，后因政府的需求超过了这个山谷小城的能力，州政府将所在地迁至贝洛奥里藏特。同时期，由于金矿资源的枯竭，欧鲁普雷图在巴西的影响力不断下降。

## 人口
根据2000年人口普查的数据，欧鲁普雷图的常住人口为66,277人，市区人口56,293人、农村人口9,985人。

欧鲁普雷图全景

## 地理
欧鲁普雷图全年温度在6℃-28℃之间，6月和7月气温可能降至-2℃。全市平均海拔1,116米，最高点位于，海拔1,722米。城市北部与伊塔比里图和圣巴巴拉接壤，南部与皮兰加伊塔韦拉瓦接壤，东部与马里亚纳接壤，西部与孔戈尼亚斯接壤。
该地区的年平均降雨量为2018mm，降水分布不规则，但主要集中在夏季。